# Gertrud av Meran
Gertrud av Meran, född 1185 i Andechs i Bayern, död 28 september 1213 i skogen Pilis, var en ungersk drottning, gift 1203 med kung Andreas II av Ungern.

## Biografi
Gertrud var dotter till hertig Berthold IV av Meran och Agnes av Rochlitz och syster till Agnes av Meran. Hon gifte sig med Andreas II 1203.
Gertrud utövade ett stort inflytande över Andreas. Hon tros ha övertalat honom att strida mot sin bror Emerik. Gertrud använde aktivt det ungerska kungahusets gamla titel "Den Ädlaste Familjen" och tillhörde de få individuella personer som benämndes nobilissimus (den ädlaste) i officiella dokument. 
Under Andreas frånvaro 1213 var Gertrud regent. Hon donerade då en tredjedel av landets förläningar till sina tyska släktingar. Detta orsakade en svår konflikt med den ungerska adeln. Gertrud mördades av en grupp ungerska adelsmän under en jakt 1213. På grund av den politiska situationen blev mördarna inte bestraffade förrän under hennes sons regeringstid.